# Gunnar Olsson
Gunnar Olsson (19 de julho de 1908 - 27 de setembro de 1974) foi um futebolista sueco. Ele competiu na Copa do Mundo FIFA de 1934, sediada na Itália.